# Favars (Tarn i Garona)
Favars (en francès Fabas) és un municipi francès, situat al departament de Tarn i Garona i la regió Occitània.

## Demografia
| 1962                                       | 1968 | 1975 | 1982 | 1990 | 1999 | 2007 |
| ------------------------------------------ | ---- | ---- | ---- | ---- | ---- | ---- |
| 220                                        | 230  | 210  | 218  | 314  | 322  | 464  |
| Des de 1962: població sense dobles comptes |      |      |      |      |      |      |

## Administració
| Període   | Identitat              | Partit |
| --------- | ---------------------- | ------ |
| 2001-2009 | Michel Pleinecassagnes |        |
| 2009-     | Sandrine Megias        |        |

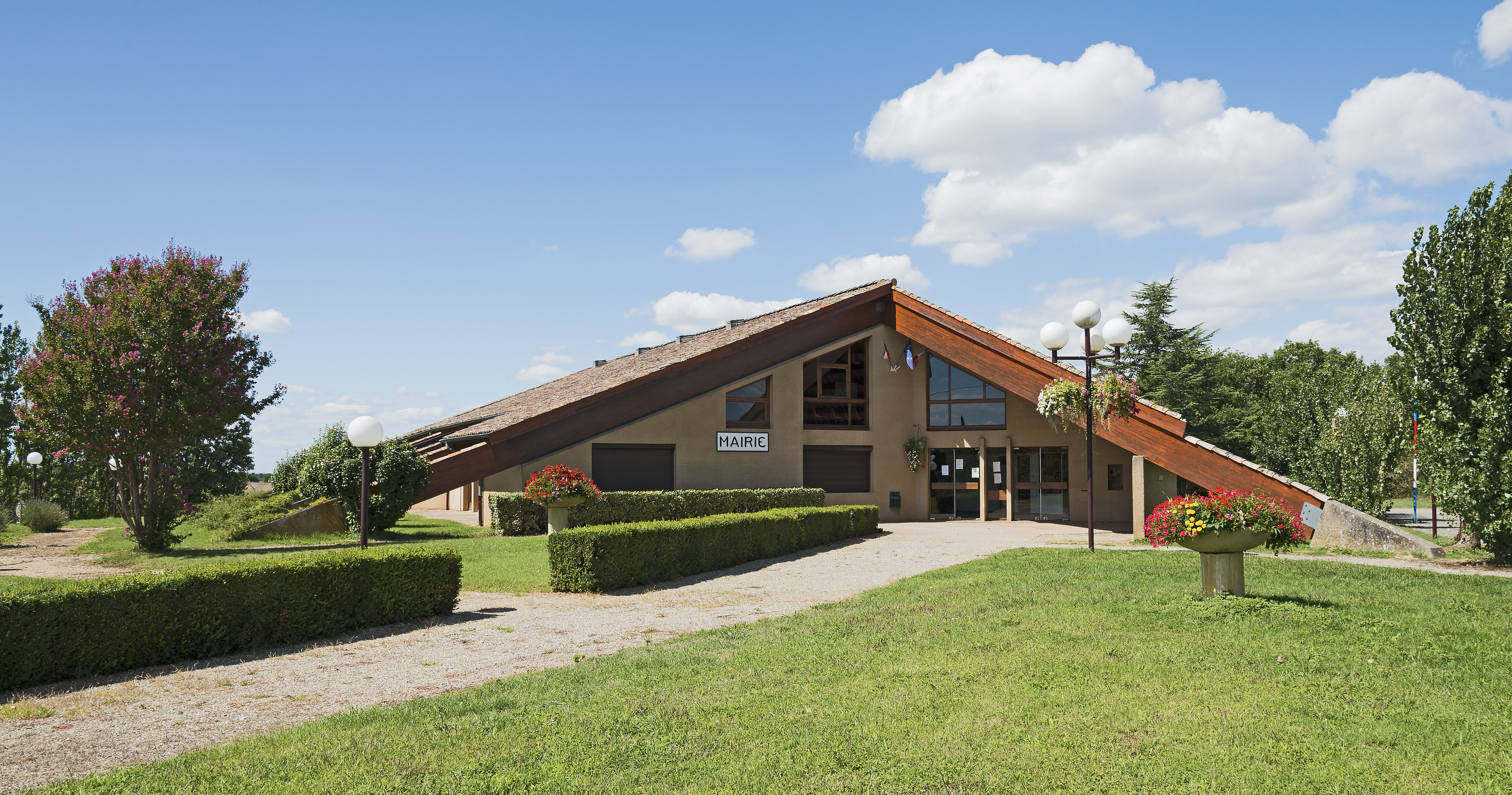
L'ajuntament.